# The Knowledge
The Knowledge (ang. wiedza) – brytyjska seria książek popularnonaukowych wydawana w Polsce w ramach serii Monstrrrualna erudycja. Tematyka serii jest rozległa. Obejmuje wszystkie tematy, które nie mają swoich własnych serii. Z serii wyodrębniono kilka tomów, które oficjalnie stały się częścią nowo powstałych serii Murderous Maths i Foul Football. Serię tworzy wielu autorów (wypisano niżej). 

## Autorzy
- Nick Arnold - autor serii Horrible Science napisał: "Archaiczną archeologię"
- Kjartan Poskitt - autor serii Murderous Maths jest autorem tomów:  "Ta porażająca Galaktyka", i zaliczonych później do jego serii - "Ta zabójcza matma" i "More Murderous Maths"
- Michael Coleman - autor serii  Foul Football napisał m.in.: "Płomienne olimpiady ", "Katastrofalne komputery" i tomy zaliczone później do jego serii - patrz poniżej.
- Michael Cox - pisze głównie o sztuce. Autor m.in.: "Cuda Internetu" ,"Fascynująca sztuka" i "Odlotowa muzyka".
- Martin Oliver - pisze głównie na temat filmu. Napisał:"Fascynujący świat filmu " i  "Skamieniałe dinozaury".
- Alan McDonald - pisze na temat historii różnych produktów (np. czekolady). Autor:  "Czadowa czekolada" i "Spoilt Royals ".
- Dr. Mike Goldsmith - autor tomów poświęconych przyszłości. Napisał : "Buntownicze Roboty" i "Fantastic Future".
- Diana Kimpton - autorka m.in. "Efektowne efekty specjalne" i "Tajemniczy świat kodów".
- Rachel Wright - autor: "Tragikomiczne dzieje teatru" i "Crafty Crime-Busting"
- i inni.

## Tomy

### Wydane w Polsce
1. Archaiczna archeologia - Nick Arnold
2. Buntownicze roboty - Dr. Mike Goldsmith
3. Cuda Internetu - Michael Cox
4. Czadowa czekolada - Alan McDonald
5. Efektowne efekty specjalne - Diana Kimpton
6. Fascynująca sztuka -  Michel Cox
7. Fascynujący świat filmu - Martin Oliver
8. Katastrofalne komputery - Michael Coleman
9. Magia iluzji - Ivor Baddiel i Jonny Zucker
10. Odlotowa muzyka - Michael Cox
11. Płomienne olimpiady - Michael Coleman
12. Skamieniałe dinozaury - Martin Oliver
13. Ta porażająca Galaktyka - Kjartan Poskitt
14. Tajemniczy świat kodów - Diana Kimpton
15. Tragikomiczne dzieje teatru - Rachel Wright
16. Wrzask mody - Michael Cox

#### Zaliczone do innych serii
Niektóre z tomów zaliczono (tylko w Wielkiej Brytanii) do serii:

##### Murderous Maths
1. Ta zabójcza matma
2. More Murderous Maths (w Polsce nie wydano)

##### Foul Football
1. Sfaulowany futbol
2. Pokopany Mundial 2006

Niewydane w Polsce:
1. Even Fouler Football
2. Phenomenal F.A. Cup
3. Wicked World Cup

### Niewydane w Polsce
1. Crafty Crime-Busting - Rachel Wright (Detektywi i śledztwa)
2. Fantastic Future - Dr. Mike Goldsmith (Przyszłość, futurologia)- (Książka miała być początkiem nowej serii: "Foul Future", jak na razie nie wydano innych tomów)
3. Flaming Olympics Quiz Book - Michael Coleman (Quiz o olimpiadach)
4. Potty Politics - Terry Deary (Polityka)
5. Spoilt Royals - Alan MacDonald  (Monarchia)

## Murderous Maths i Foul Football
Tomy opisujące matematykę i sport odniosły taki sukces, iż autorzy postanowili założyć nowe serie: Murderous Maths i Foul Football.